# Litr
En la mitología nórdica, Litr (a veces se usa el anglicismo Lit, del islandés litur), que significa «color», es el nombre que llevan un enano y un gigante.

## Un enano
En el Gylfaginning de Snorri Sturluson, Litr es pateado por Thor a la pira funeraria de Baldr:
Luego Thor se paró y santificó la pira con Mjollnir; y delante de sus pies corrió cierto enano cuyo nombre era Litr; Thor lo pateó y lo arrojó en el fuego, y se quemó.

—Gylfaginning, capítulo 49, Edda prosaica
Litr también es listado como un enano en Völuspá.

## Un gigante
En una estrofa del escaldo Bragi Boddason citada por Snorri en Skáldskaparmál Litr es también mencionado en un kenning para Thor: «El que desafía a luchar a los hombres de Lit» («Litar flotna fangboði»). Dado que Thor es el enemigo de los gigantes, generalmente se asume que, en este kenningar, Litr debe hacer referencia a un gigante. Litr también aparece como un gigante en una versión del poema sobre Thor por Þorbjörn dísarskáld, donde el escaldo hace una lista de gigantes y gigantas que ha matado el dios (aunque Litr figura solo en un manuscrito, los otros, en cambio, mencionan a Lútr).
Esto llevó a John Lindow a sugerir que probablemente hubiera solo un Litr original, un gigante, diciendo que «no sería inapropiado que Thor hubiera matado un gigante en algunas de las primeras versiones del funeral de Baldr».